# When Love Comes to Town
When Love Comes to Town è un brano musicale degli U2, estratto come terzo singolo dall'album Rattle and Hum del 1988. Il brano è un duetto tra il gruppo irlandese e B. B. King.

## Storia
La band irlandese conobbe B.B. King a Dublino: il cantante blues aveva appena finito un concerto e gli U2 andarono a conoscerlo nel camerino. In quell'occasione, B.B. King chiese a Bono se avesse voluto comporre un brano e lui rispose immediatamente di sì. Dopo un anno da quell'incontro, Bono propose il testo di questo brano: parlava del momento della passione di Gesù, in particolare del momento della crocifissione. B.B. King rimase molto colpito da questo testo.
Il brano arriva primo nella Irish Singles Chart, quarto nella Recording Industry Association of New Zealand, sesto nella Official Singles Chart e decimo nei Paesi Bassi.

## Formazione

### U2
- Bono - voce, chitarra
- The Edge - chitarra
- Adam Clayton - basso
- Larry Mullen Jr. - batteria, percussioni

### Altri musicisti
- B.B. King - voce e chitarra
- Rebecca Evans Russell, Phyllis Duncan, Helen Duncan - cori

## Tracce

### 7": Island / IS 411 (UK)
1. When Love Comes to Town (Album Version) – 4:15
2. Dancing Barefoot (Long Version) – 4:47

### 12": Island / 12IS 411 (UK)
1. When Love Comes to Town (Single Version) – 3:34
2. Dancing Barefoot (Short Version) – 4:13
3. When Love Comes to Town (Live from the Kingdom Mix) – 7:28
4. God Part II (Hard Metal Dance Mix) – 4:46

### CD: Island / CIDP 411 (UK)
1. When Love Comes to Town (Single Version) – 3:34
2. Dancing Barefoot (Short Version) – 4:13
3. When Love Comes to Town (Live from the Kingdom Mix) – 7:28
4. God Part II (Hard Metal Dance Mix) – 4:46

## Posizioni in classifica
| Anno | Singolo                 | Classifica                | Posizione |
| ---- | ----------------------- | ------------------------- | --------- |
| 1989 | When Love Comes to Town | Australia                 | numero 23 |
| 1989 | When Love Comes to Town | UK                        | numero 6  |
| 1989 | When Love Comes to Town | US Billboard Hot 100      | numero 68 |
| 1988 | When Love Comes to Town | US Modern Rock Tracks     | numero 10 |
| 1988 | When Love Comes to Town | US Mainstream Rock Tracks | numero 2  |

## Versione presente nel film Rattle and Hum
Nel film Rattle and Hum, questo brano viene eseguito per una parte in studio, mentre la parte finale in versione live. All'inizio dell'esecuzione del brano Larry Mullen, il batterista degli U2, ferma la registrazione per un problema tecnico alla batteria. Il regista, inoltre, sospende alcune parti dell'esecuzione del brano per spostarsi su Bono che legge alcune strofe della canzone a B.B. King.